# Trididemnum pseudodiplosoma
Trididemnum pseudodiplosoma är en sjöpungsart som först beskrevs av Kott 1962.  Trididemnum pseudodiplosoma ingår i släktet Trididemnum och familjen Didemnidae. Inga underarter finns listade i Catalogue of Life.